# Enkidu
Enkidu – (2. p. Enkidua, 7. p. Enkiduem) je postava ze sumerských mýtů (především Epos o Gilgamešovi), přejatá i dalšími mytologiemi např. akkadskou a chetitskou. 
Jméno Enkidu bývá vykládáno jako „Enki je stvořitel“. V sumerské verzi eposu o Gilgamešovi (mimo příběhu Gilgamesova smrt) je považován za Gilgamešova sluhu, v akkadské a chetitské verzi (+ sumerském příběhu Bilgamesova smrt) je považován za Gilgamešova přítele.
V sumerské mytologii neexistuje žádné vysvětlení jeho původu (resp. nebylo nalezeno, ale nic nenasvědčuje tomu, že by nějaké existovalo). V akkadské verzi byl stvořen bohyní Aruru (plive hlínu), na přímý rozkaz boha Ana. Cílem jeho stvoření bylo zabránit Gilgamešovi v dalším tyranizování jeho poddaných v Uruku. Podle některých verzí byl stvořen na základě stížností obyvatel, podle jiných bohové vyslyšeli nářek obyvatel.
Enkidu pak žije s divokými zvířaty, kterým pomáhá tím, že ničí lovecké pasti, to vadí lovcům a tak je k napajedlu přivedena nevěstka Šamchat (tzn. dobře rostlá), která Enkidua svede a šest dní a sedm nocí se s ním miluje, což ho zcivilizuje, nebo spíše zbaví zvířecí síly a divokosti. Nato ho odvede k pastýřům, kde je jeho polidštění dokončeno, například tím, že Enkidu, který dosud jedl jen syrovou potravu okusí chléb a pivo. Poté Enkidu odchází do Uruku, kde se utká s Gilgamešem a jelikož vzájemně zjistí, že se nemohou porazit, uzavřou spolu přátelství (akkadská verze, v sumerské verzi je sluhou). 
S Gilgamešem společně zabijí Chuvavu a Alúa (nebeský býk), který ohrožuje Uruk. Při tom urazí bohyni Inannu, která si stěžuje na radě bohů. Z rozhodnutí bohů je Enkidu potrestán smrtí, což se mu (někdy též Gilgamešovi) zdá, poté na něj bohové sešlou nemoc a Enkidu umírá. 